# Macallan
The Macallan (с англ. — «Мака́ллан») — шотландский бренд (марка) виски из региона Хайленд. Название The Macallan произошло от слияния двух слов на гэльском (древнешотландском) языке: magh — «участок плодородной земли», ellan или St. Fillan — «Святой Филлан». Ударение ставится на второй слог The Macállan. Под этой маркой на дистиллерии в деревне Крейгеллачи (графство Мори) выпускается элитный виски категории single malt, выдержанный в дубовых бочках из-под хереса и бурбона. В 2018 году была открыта новая дистиллерия, которую создало известное во всем мире архитектурное агентство Rogers Stirk Harbour + Partners. Она представляет собой уникальный ландшафтный и экологический проект, в который инвестировано £140 млн. В строительстве использованы натуральные материалы — местный камень и древесина. Юридическое название организации-владельца — The Edrington Group. Производство виски на новой дистиллерии достигает 15 млн литров в год. На дистиллерии сейчас располагается 36 перегонных кубов (12 для первой перегонки и 24 для второй). Перегонные кубы на The Macallan одни из самых маленьких в Шотландии: объем куба для первой перегонки — 13 000 л, для второй — 3 900 л.

## История

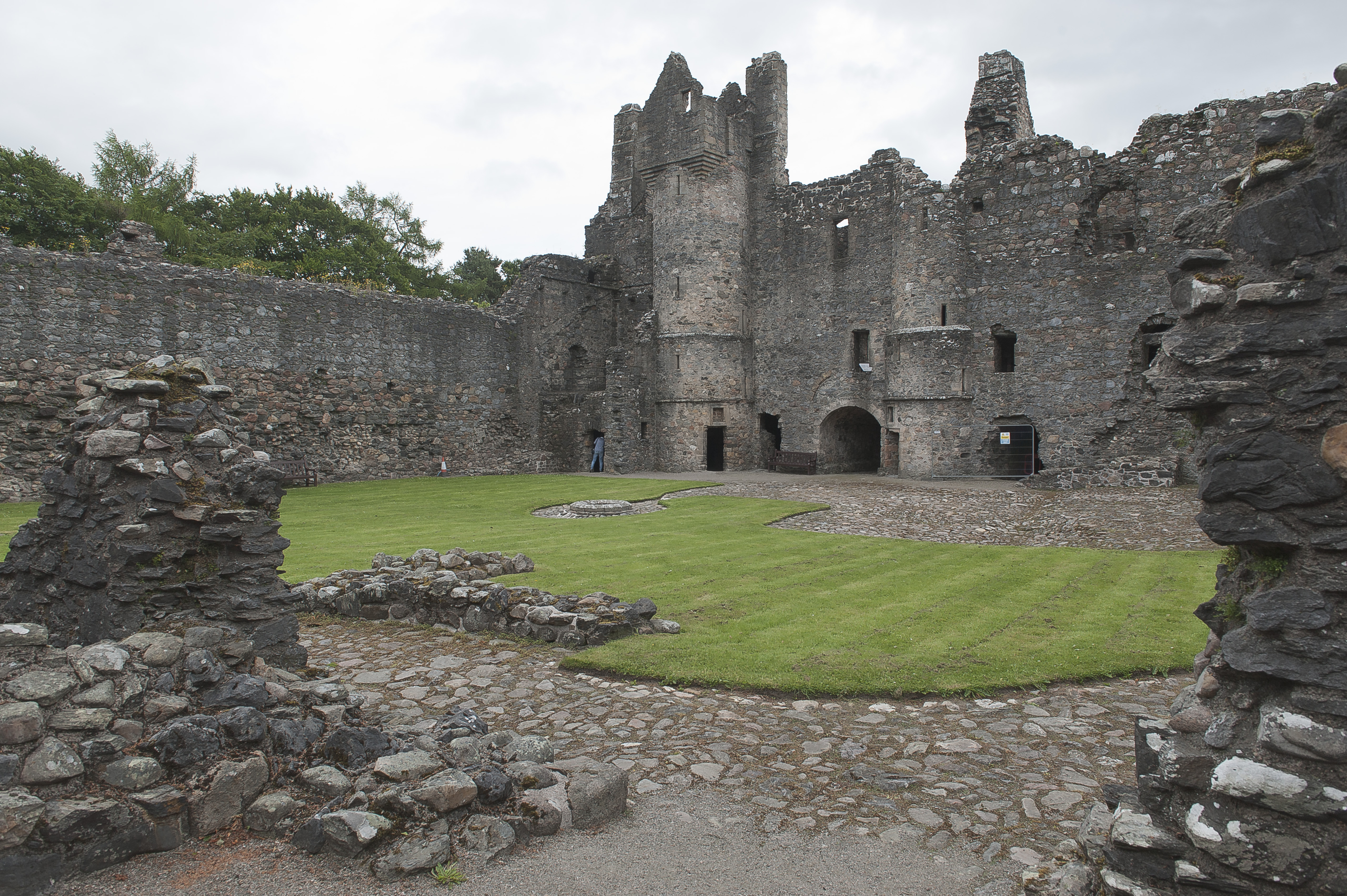
Главная достопримечательность в районе Крейгелахи — замок Балвени

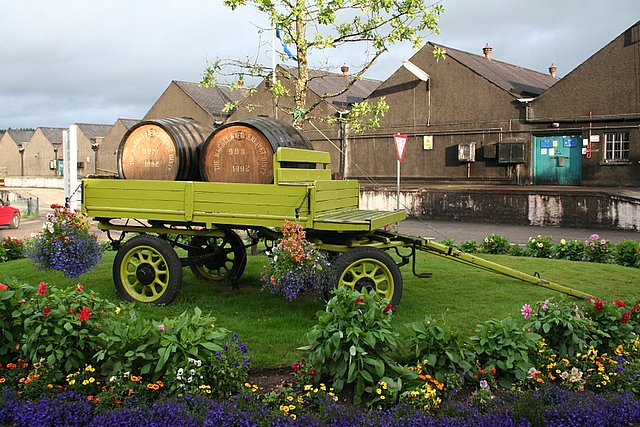
На территории поместья

История производства этого виски берет своё начало в 1824 году, когда местный фермер и школьный учитель Александр Рид (англ. Alexander Reid) одним из первых в Шотландии приобрел лицензию на производство виски и взял в аренду у графа Сифилда участок земли площадью 8 акров для основания там винокурни The Macallan.
В 1847 году винокурня перешла в собственность Джеймса Приста и Джеймса Дэвидсона, а позже — под полный контроль второго партнера, который, в свою очередь, также сделал большой вклад в развитие производства The Macallan. В 1868 году винокурня получила нового владельца Джеймса Стюарта, который впоследствии выкупил земли, на которых располагается винокурня.
В 1892 году винокурня The Macallan была приобретена Родериком Кемпом, который в то время уже продал свою долю в Talisker Distillery. Проведя модернизацию оборудования винокурни, сделав особый упор на качество производимой продукции, Кемп, таким образом, вывел её на новый, высокий уровень. К моменту смерти Родерика Кемпа виски The Macallan уже приобрел отличную репутацию и вышел за пределы Шотландии. Дальнейшее руководство перешло к потомкам Кемпа, сформировавшим специальный траст The Macallan.
В 1950-х годах руководство The Macallan приняло решение о начале выпуска первых партий разлитого по бутылкам виски категории single malt. До этого момента напиток использовался как основная составляющая купажей виски категории blended. Однако бутилированный напиток производился и ранее, о чём свидетельствует хранящаяся на винокурне старейшая бутылка, датированная 1824 годом. В 1960-е годы продажи The Macallan начали расти, и к 1965-му году винокурня увеличила свои мощности с 6 до 12 перегонных кубов, а к 1975 году до 21. 
В 1965 году траст The Macallan был преобразован в частную акционерную компанию R Kemp Macallan-Glenlivet Ltd.
В 1996 году контроль над винокурней получила компания Highland Distillers PLS. 
В 1999 году The Edrington Group в партнёрстве с концерном William Grant & Sons приобрела контрольный пакет акций The Macallan.
В 2004 году The Macallan получил шестую по счёту королевскую премию за успехи компании в предпринимательстве.
В 2006 году на винокурне открылась экспозиция под названием Masters of Wood и был запущен второй цех по изготовлению виски, остановленный в 1970 году, тем самым объёмы производства увеличились, также было построено несколько новых хранилищ. В 2009 году газета The Herald опубликовала данные, что The Macallan стал третьим в мире самым продаваемым односолодовым виски (после Glenfiddich и Glenlivet) и вторым по стоимости брендом шотландского виски. Объём продаж насчитывал около 500 000 ящиков с виски в год. В том же году на винокурне открылась экспозиция Masters of Spirit в недавно восстановленном втором цехе.

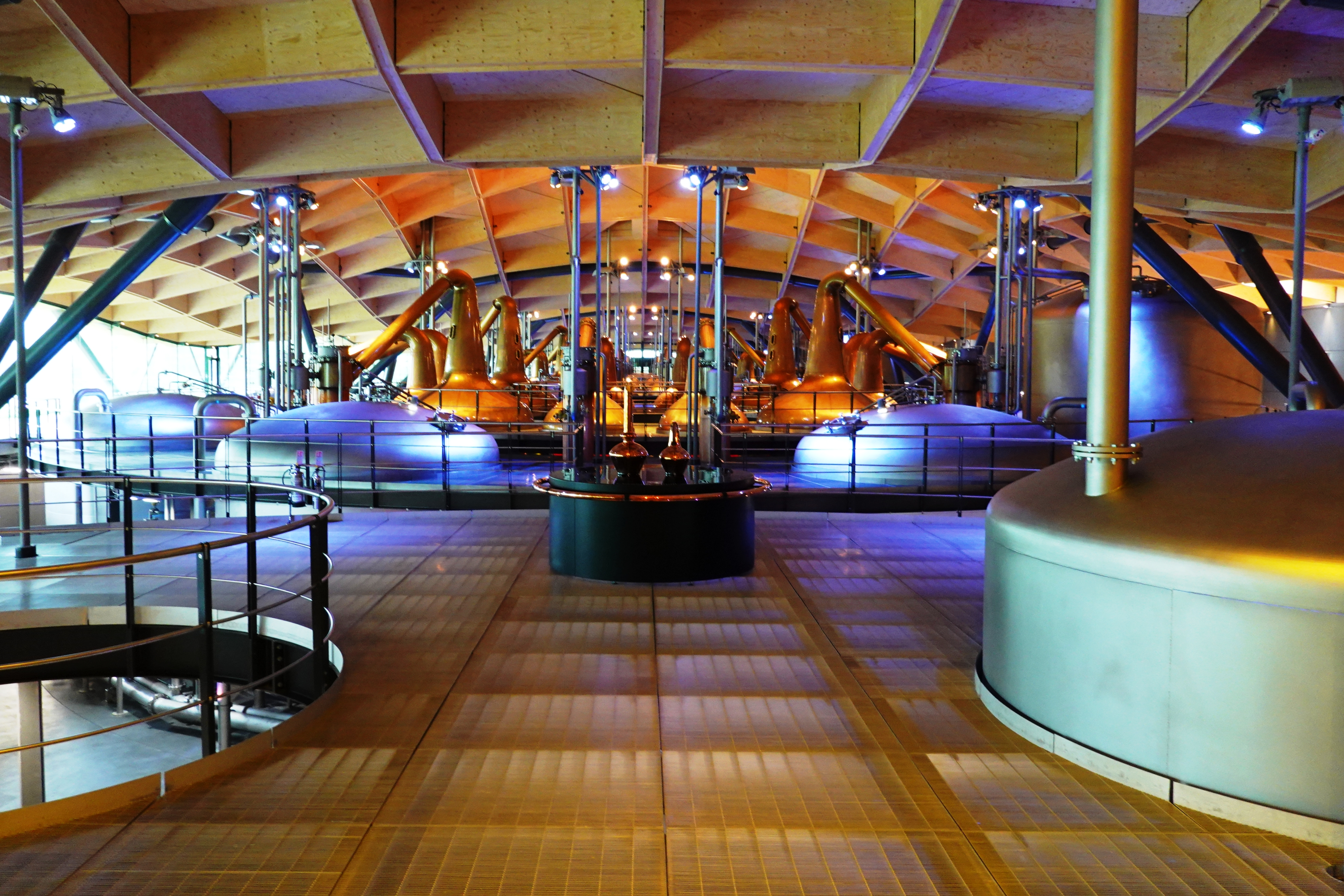
Новая винокурня The Macallan в Спейсайде

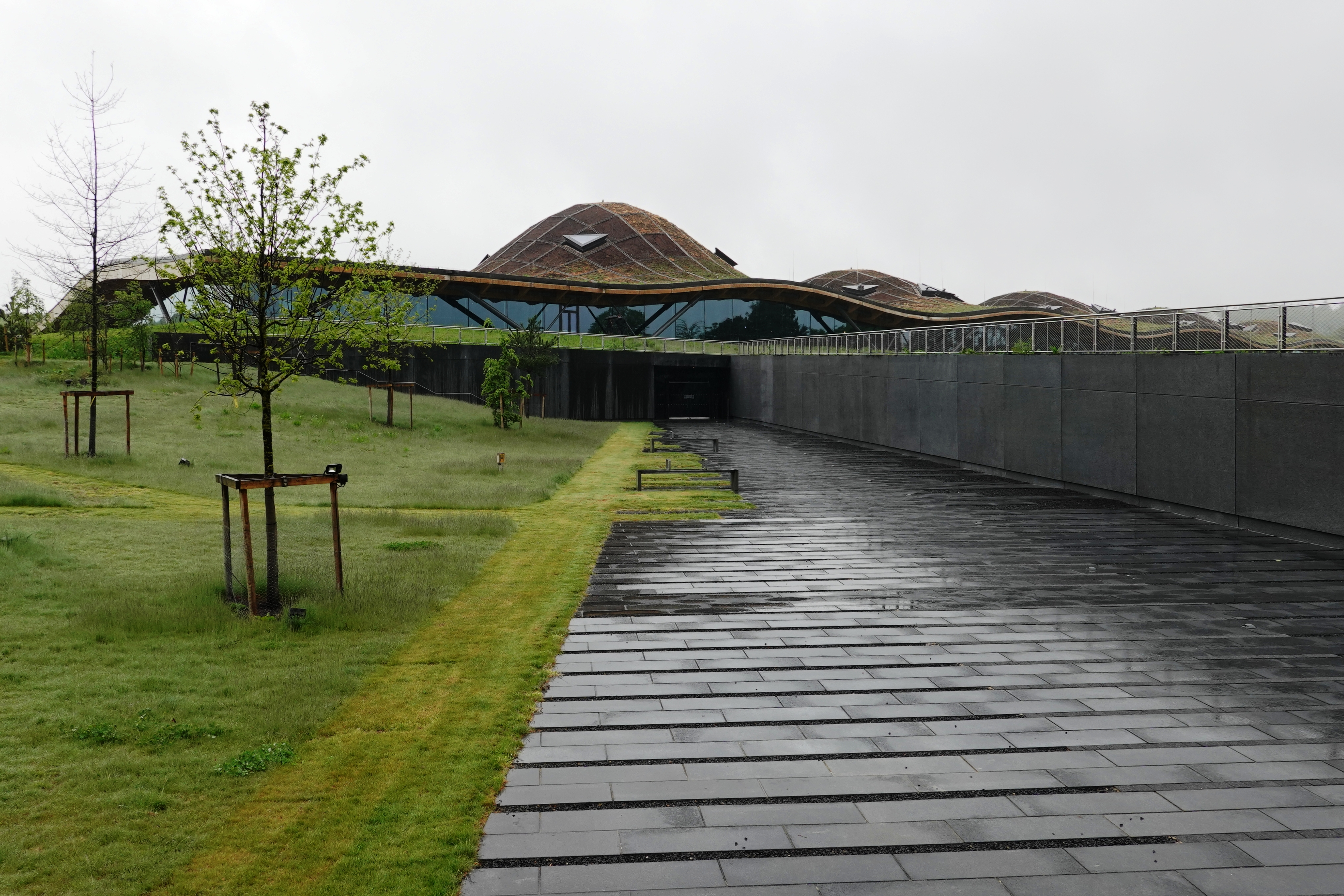
Архитектура крыши новой винокурни The Macallan в Спейсайде

В 2010 году бутылка 64-летнего односолодового виски The Macallan в лимитированном хрустальном графине Lalique: Cire Perdue была продана за $460 000 на аукционе Sotheby's в Нью-Йорке. Все доходы от продажи были пожертвованы на то, чтобы обеспечить доступ к чистой, безопасной питьевой воде для более чем 23 000 человек в развивающихся странах.
В 2011 году в Нью-Йорке открылся региональный офис The Macallan для поддержки роста бренда в Америке. Компания активно инвестировала в свои азиатские операции, в том числе на покупку в апреле дистрибьюторских компаний Maxxium в Китае и Гонконге.
В 2014 году The Edrington Group начала строительство новой винокурни за £140 млн для The Macallan в Спейсайде, открытие планировалось весной 2017 года. Проект был призван значительно увеличить объём производства, для удовлетворения потребительского спроса, вызванного нехваткой выдержанного односолодового виски, так называемой односолодовой засухой. 
Позже дата окончания строительства была перенесена, и новая винокурня начала работу 2 июня 2018 года. Основными отличительными чертами предприятия является разработанная фирмой Rogers Stirk Harbour and Partners архитектура крыши, имитирующая шотландские холмы и состоящая из 380 000 индивидуальных элементов. Представитель The Edrington group заявил, что новое предприятие The Macallan принесет значительные выгоды для туристической отрасли и экономики Шотландии, а также для экспорта шотландского виски. Проект винокурни получил множество наград и был выбран в качестве одного из шести финалистов премии RIBA Stirling 2019 года.
В 2017 году The Edrington Group сообщила, что продажи The Macallan выросли до более чем 907 000 ящиков с виски в год. 
В ноябре 2018 года бутылка виски The Macallan урожая 1926 года, запечатанная в 1986 году, была продана за рекордную для виски сумму в £1.2 млн. Менее чем год спустя этот рекорд побила другая бутылка того же выпуска, проданная на Sotheby's за £1.5 млн. Продавцом выступил россиянин.

Бутылка The Macallan, проданная за £ 1,5 млн

.

## Этапы производства The Macallan и его особенности

### Соложение
После сбора урожая ячмень проходит процедуру соложения. На первом этапе ячмень засыпают в специальные ёмкости и заливают водой на 48 часов. Тепло и вода позволяют зерну прорасти. На втором этапе зерно извлекают из воды и рассыпают ровным слоем по полу для дальнейшего прорастания. Во время прорастания в ячмене формируется необходимое количество крахмала, нужного для преобразования в растворимые сахара. На третьем этапе прорастание ячменя прерывают сушкой в печи. При этом содержание влаги падает с 45 до 5 %.  Солод для The Macallan сушится без торфяного дыма, за счёт чего виски получается не дымным. Часть используемого ячменя выращивают на полях поместья The Macallan Estate.

### Измельчение солода
После сушки ячмень размалывают в процентном соотношении: 70 % — дроблёное зерно, 20 % — шелуха и 10 % — ячменная мука. Измельчение необходимо для освобождения крахмала, содержащегося в зерне.

### Затирание
Измельченный солод засыпают в стальные ёмкости — заторные чаны mash tun — для дальнейшего затирания и несколько раз заливают горячей водой, повышая температуру каждой последующей заливки: начинают с 63 °С, заканчивают 92 °С. Во время затирания крахмал растворяется в воде и под воздействием ферментов превращается в растворимые сахара. В результате образуется солодовое сусло. Ячмень, оставшийся после затирания, используют, как высокобелковый корм для скота.

### Приготовление сусла
Образовавшееся сусло, насыщенное сахарами, заливается в бродильный чан, в который добавляют дрожжи. Они начинают расщеплять сахара и преобразовывать их в двуокись углерода и этиловый спирт. Брожение длится 48 часов до момента, когда содержание спирта достигнет 8 % от общего объёма всей жидкости в чане.

### Дистилляция

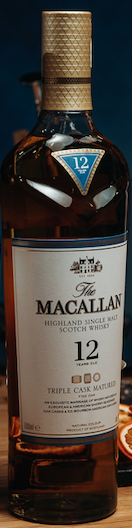
Бутылка с 12-летним виски The Macallan

Виски The Macallan перегоняется два раза. Первая перегонка происходит в перегонном кубе объёмом 13 000 литров. В результате первой перегонки получают жидкость с общим содержанием алкоголя 25 %, так называемые слабые вина (low wines). Затем слабые вина перегоняют ещё раз уже в перегонном кубе меньшего объёма (3 900 л) и получают спирт, крепость которого достигает 72 % на литр. При этом за счёт малого размера и небольшой высоты перегонных кубов напиток получается необычайно маслянистым, насыщенным и ароматным. Все перегонные кубы сделаны из меди, что обеспечивает их хорошую теплопроводность и за счёт пористой структуры самого металла исключает попадание нежелательных серных соединений в конечный продукт. Перегонные кубы Spirit Stills, находящиеся на винокурне, были увековечены на 10-фунтовой банкноте Банка Шотландии.

### Отбор дистилята
Одним из важных этапов в приготовлении виски является тщательный отбор 2-й фракции спирта, или так называемого сердца. 1-я и 3-я фракции, в свою очередь, отсекаются. От общей части спирта сердце составляет всего 16 %, что значительно меньше, чем на большинстве шотландских дистиллерий.

### Выдержка
Полученное сердце дистиллята разбавляется водой до крепости 63,5 % и заливается в дубовые бочки. Для выдержки используют 3 разновидности бочек: из американского белого дуба из-под бурбона, из американского белого дуба из-под хереса Олоросо, а также из европейского дуба из-под хереса Олоросо. Это обусловлено тем, что каждый тип бочек формирует в виски различные вкусовые и ароматические характеристики. Виски The Macallan приобретает свой цвет благодаря выдержке. 

### Купажирование
После выдержки спирты из разных бочек смешиваются в особых пропорциях и проходят процесс «гармонизации» от 3-х до 6-ти месяцев. Пропорции спиртов определяются мастером купажа и его командой путём дегустаций, для каждого релиза эти пропорции различны.

### Бутилирование
После «гармонизации» проводят еще одну дегустацию. Напиток, успешно прошедший её, разбавляется родниковой водой до нужной крепости и разливается по бутылкам.
Вода для приготовления виски и разбавления его до нужной крепости добывается из подземных источников в месте слияния рек Ringorm Burn и Spey, находящемся на территории поместья The Macallan Estate.

## Коллекции The Macallan
- The Macallan 12 Y.O.
- The Macallan 12 Y.O. Gran Reserva
- The Macallan 18 Y.O.
- The Macallan 25 Y.O.
- The Macallan 30 Y.O.
- The Macallan 40 Y.O.

- The Macallan 8 Y.O.
- The Macallan 10 Y.O.
- The Macallan 12 Y.O.
- The Macallan 15 Y.O.
- The Macallan 18 Y.O.
- The Macallan 21 Y.O.
- The Macallan 25 Y.O.
- The Macallan 30 Y.O.

- The Macallan 12 Y.O. Triple Cask
- The Macallan 15 Y.O. Triple Cask
- The Macallan 18 Y.O. Triple Cask

- The Macallan Double Cask 12 Y.O.
- The Macallan Double Cask Gold

- The Macallan Quest
- The Macallan Lumina
- The Macallan Terra
- The Macallan Enigma

- The Macallan Edition №1
- The Macallan Edition №2
- The Macallan Edition №3
- The Macallan Edition №4
- The Macallan Edition №5

- The Macallan Rare Cask 43 %

- The Macallan Reflexion
- The Macallan №6
- The Macallan M
- The Macallan M Decanter Black

- The Macallan 50 Y.O.
- The Macallan 52 Y.O.
- The Macallan 15 Y.O. Gran Reserva
- The Macallan Classic Cut 2017
- The Macallan Classic Cut 2018
- The Macallan Classic Cut 2019
- The Macallan Genesis
- The Macallan Easter Elchie’s Black
- The Macallan 72 Y.O. in Lalique

- The Macallan in Lalique 50 Y.O.
- The Macallan in Lalique 55 Y.O.
- The Macallan in Lalique 57 Y.O.
- The Macallan in Lalique 60 Y.O.
- The Macallan in Lalique 62 Y.O.
- The Macallan in Lalique 65 Y.O.

- The Golden Age of Travel: The Ocean Liner
- The Golden Age of Travel: The Aeroplane
- The Golden Age of Travel: The Steam Train
- The Golden Age of Travel: The Motor Car

- The Macallan Rankin
- The Macallan Albert Watson
- The Macallan Annie Leibovitz
- The Macallan Elliott Erwitt
- The Macallan Mario Testino
- The Macallan Steven Klein
- The Macallan Magnum

- The Macallan Exceptional CSK 16 Y.O. (2018/ESH-2340/04) 57.7 % 6x0.7l
- The Macallan Exceptional CSK 14 Y.O. (2018/ESP-7492/01) 60 % 6x0.7L
- The Macallan Exceptional CSK 12 Y.O. (2017/ESB-5223/10) 65.9 % 6X0.7L

- The Macallan Select Oak
- The Macallan Whisky Maker’s Edition
- The Macallan Estate Reserve
- The Macallan 1824 «Limited Edition»
- The Macallan Oscuro

- The Macallan Ghillie’s Dram
- The Macallan Cask Selection 2008
- The Macallan Easter Elchies Cask Selection 2009
- The Macallan Reawakening

- The Macallan Rankin Edition
- The Macallan Watson Edition

- The Macallan 1926 60 Y.O.
- The Macallan 1937 32 Y.O.
- The Macallan 1937 37 Y.O.
- The Macallan 1938 31 Y.O.
- The Macallan 1938 35 Y.O.
- The Macallan 1939 40 Y.O.
- The Macallan 1940 35 Y.O.
- The Macallan 1940 37 Y.O.
- The Macallan 1945 56 Y.O.
- The Macallan 1946 56 Y.O.
- The Macallan 1948 53 Y.O.
- The Macallan 1949 52 Y.O.
- The Macallan 1949 53 Y.O.
- The Macallan 1950 52 Y.O. Cask 598
- The Macallan 1950 52 Y.O. Cask 600
- The Macallan 1951 51 Y.O.
- The Macallan 1952 49 Y.O.
- The Macallan 1952 50 Y.O.
- The Macallan 1953 49 Y.O.
- The Macallan 1954 47 Y.O.
- The Macallan 1955 46 Y.O.
- The Macallan 1956 (2009 Release)
- The Macallan 1957 (2009 Release)
- The Macallan 1958 43 Y.O.
- The Macallan 1959 43 Y.O.
- The Macallan 1960 (2009 Release)
- The Macallan 1961 (2009 Release)
- The Macallan 1962 (2009 Release)
- The Macallan 1963 (2009 Release)
- The Macallan 1964 37 Y.O.
- The Macallan 1965 36 Y.O.
- The Macallan 1966 35 Y.O.
- The Macallan 1967 35 Y.O.
- The Macallan 1968 33 Y.O.
- The Macallan 1968 34 Y.O.
- The Macallan 1969 32 Y.O. Cask 9369
- The Macallan 1969 32 Y.O.
- The Macallan 1970 31 Y.O.
- The Macallan 1970 32 Y.O.
- The Macallan 1971 30 Y.O. Cask 4280
- The Macallan 1971 30 Y.O. Cask 7556
- The Macallan 1972 29 Y.O. Cask 4041
- The Macallan 1972 29 Y.O. Cask 4043
- The Macallan 1973 30 Y.O.
- The Macallan 1974 30 Y.O.
- The Macallan 1975 30 Y.O.
- The Macallan 1976 29 Y.O.